# 九溴合二铋酸铯
九溴合二铋酸铯是一种无机化合物，化学式为Cs3Bi2Br9。它是由铯、铋和溴形成的一种配位化合物。它在常温下呈三方晶系（P3m1），在96 K以下则相变为单斜晶系（C12/c1）。

## 制备
传统上，它可以由适量的溴化铯和氢氧化铋或氧化铋的氢溴酸溶液合成，而晶体通过冷却热的饱和溶液形成。溴化铯和溴化铋在二甲基甲酰胺反应，然后蒸发溶剂也可以获得这个化合物。以油酸铯和溴化铋作为前体，它的纳米晶体可以在170 ℃的1-十八烯中合成。